# Sistema natural de clasificación

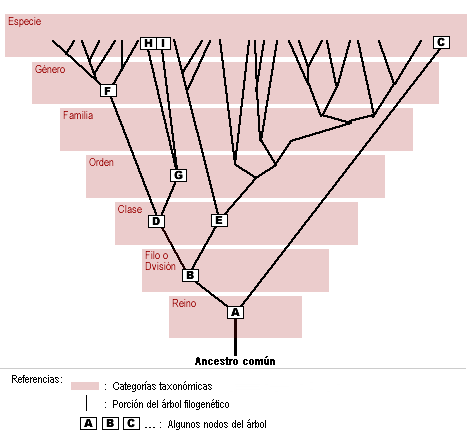
La taxonomía en la actualidad.

Un sistema natural es aquella organización relacionada de elementos que surge como una propiedad de la naturaleza. El concepto de sistema natural se opone al de sistema artificial, en el que la pertenencia de los elementos a las respectivas clases depende de un criterio artificial adoptado por convención. Por el contrario, en el sistema natural deben estar contenidos datos específicos, que son de vital importancia para dar un estudio más detallado y completo acerca de la clasificación de los seres vivos.

## Nominalismo y esencialismo
Una taxonomía puede ser considerada como un sistema natural desde el punto de vista tanto del nominalismo como del esencialismo. Desde la perspectiva nominalista, una clasificación, de los seres vivos es natural en tanto en cuanto refleja el patrón de similitudes que observamos en la naturaleza. La "naturalidad" del sistema se atribuye, por lo tanto, a la percepción humana, no a la naturaleza misma. Para el esencialismo, una clasificación es natural porque revela grupos naturales reales, no una mera coincidencia de semejanzas.

## Historia del concepto de sistema natural
En biología, la creencia en el carácter natural de las clasificaciones taxonómicas no estuvo siempre ligada a la creencia en una teoría que la explicase. Muchos naturalistas creían en la realidad de los taxones y el correspondiente ajuste de las categorías taxonómicas, pero admitían el desconocimiento de la causa responsable de tal ajuste.
A lo largo del siglo XIX, la teología natural ligó la creencia en el Sistema Natural a la inmutabilidad de las ideas divinas. Fueron varios los sistemas naturales (y varios también los criterios de naturalidad) propuestos a lo largo de este siglo. En la Inglaterra de 1820, por ejemplo, se manejaban cuatro posibles sistemas naturales: el sistema de clasificación de Cuvier, el esquema lineal y progresivo de Lamarck, el sistema dicotómico de Jeremy Bentham (1817) y el sistema quinario o circular de William Sharp MacLeay. 
Con el triunfo del evolucionismo, la naturalidad de las clasificaciones se hizo radicar en la ascendencia común. De este modo, el sistema natural se transformó en árbol filogenético.